# چیتا کروم
یوجین ریچارد اوکانر (به انگلیسی: Eugene Richard O'Connor) (زاده ۱۸ فوریه ۱۹۵۵)، که بیشتر با نام هنری خود چیتا کروم شناخته می‌شود، یک موسیقیدان آمریکایی است که به عنوان نوازنده گیتاریست برای موشک از آرامگاه‌ها و گروه پانک راک پسران مرده به شهرت رسید.